# Guillermo Arriaga Jordán
Guillermo Federico Arriaga Jordán (Ciutat de Mèxic, 13 de març de 1958), conegut com a Guillermo Arriaga, és un escriptor, productor i director cinematogràfic, conegut principalment pels guions de pel·lícules com Amores perros, 21 grams, Babel, Los tres entierros de Melquiades Estrada i Lluny de la terra cremada.
En 2020 va ser el guanyador del Premi Alfaguara de Novel·la per Salvar el fuego.

## Biografia
Arriaga va passar la seva infància i joventut en la zona sud de la Ciutat de Mèxic, en la Unitat Model. Als tretze anys va perdre el sentit de l'olfacte a conseqüència d'una brutal baralla de carrer, la qual cosa li serviria d'inspiració per a alguns dels seus millors guions. La Ciutat de Mèxic amb les seves vides i carrers continua sent font d'inspiració en el seu treball creatiu. Una dita que aplica és «pot ser que jo hagi sortit del carrer, però el carrer no ha sortit de mi» i igual que Delibes, es defineix a si mateix més com un caçador que escriu, que com un escriptor.
Sobre aquesta passió seva, ha dit: «M'agrada caçar perquè és un ritu molt profund que enfronta la vida amb la mort, la bellesa amb l'horror. La caça acosta a la veritat de les coses. Tot el meu treball és sobre la caça i tots els meus personatges es comporten com a caçadors. M'agraden els animals i els que més respecte són els que caçó. Ah, i només caço animals que em menjo».
Va estudiar Ciències de la Comunicació i va obtenir un mestratge en Història a la Universitat Iberoamericana, on més tard va impartir diversos cursos en estudis de mitjans de comunicació.
La seva primera novel·la, Escuadrón Guillotina, la va publicar en 1991 i tres anys més tard va sortir Un dulce olor a muerte, que seria portada al cinema en 1999 per Gabriel Retes amb guió d'Edna Necochea. La tercera, El búfalo de la noche, apareix en 1999 i, ja amb guió del mateix Arriaga, Jorge Hernández Aldana roda en 2007 la pel·lícula homònima.
Juntament amb Alejandro González Iñárritu Arriaga va planejar tres històries curtes en les quals mostraria les contradiccions de la vida a la Ciutat de Mèxic, però després de tres anys i de 36 avantprojectes aquestes es van estendre per a convertir-se en el llargmetratge Amores perros (2000). La pel·lícula, que tira un enèrgic cop d'ull a la part fosca de la vida mexicana, va guanyar una nominació a l'Oscar el 2001, així com un BAFTA el 2002 i també el dels joves crítics al Festival de Canes del 2000, a més de molts altres guardons al voltant del món.

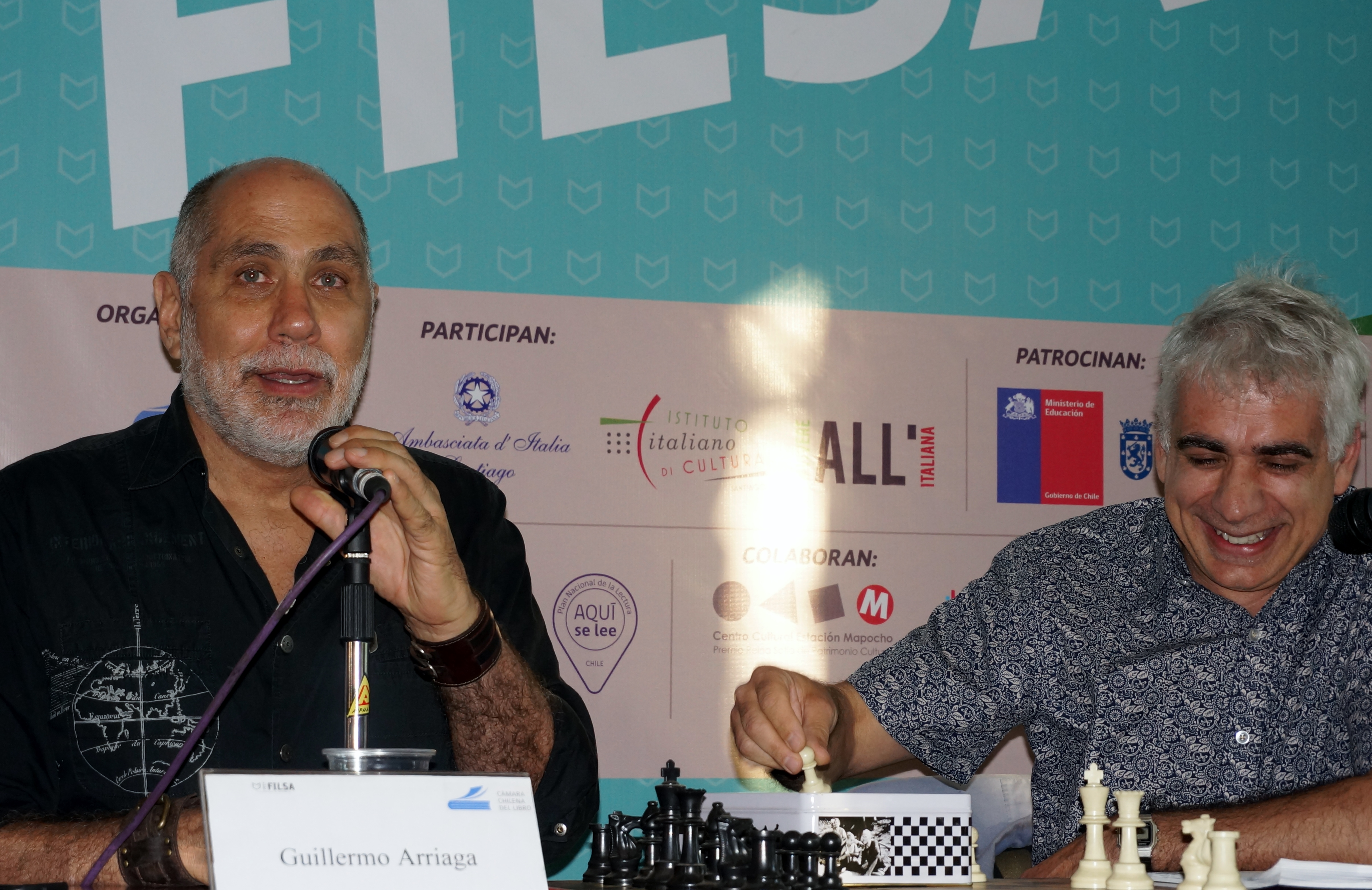
Amb Boris Quercia a la FILSA 2017

Després de l'èxit d'Amores perros, Arriaga i González Iñárritu van ser convidats per la companyia estatunidenca Universal Pictures/Focus per realitzar 21 grams, protagonitzada per Benicio Del Toro, Naomi Watts i Sean Penn. Tots dos van col·laborar en una tercera pel·lícula, Babel, que forma una trilogia amb les dues anteriors sobre temes relacionats amb la mort.
En 2005 Tommy Lee Jones va estrenar The Three Burials of Melquiades Estrada, pel·lícula amb guió d'Arriaga que va obtenir a Canes els premis de millor actor i millor guió. No obstant això, aquesta mateixa cinta va ser objecte d'algunes crítiques pel seu abús del casual.
El 10 d'octubre de 2008, en la sisena edició del Festival Internacional de Cinema de Morelia, va presentar la seva òpera prima com a director, Lluny de la terra cremada, pel·lícula protagonitzada per Charlize Theron, Jennifer Lawrence, J.Sr. Pardo i Kim Basinger.
En 2016, Arriaga va tornar a la novel·la amb la publicació de El salvaje, una història que «tracta sobre la intolerància». L'escriptor ha emprat cinc anys i mig per a tirar endavant aquesta obra. Arriaga ha manifestat en relació amb aquesta obra: «Únicament tenia pensades algunes pàgines quan vaig començar a escriure, no sabia cap a on anava, sense mapa ni brúixola. Suposo que això té alguna cosa de l'experiència dels exploradors del continent americà, que van arribar sense tenir ni idea del que s'anaven a trobar».

## Novel·les
- Escuadrón Guillotina (1991), ed. Planeta México i reeditat en 2007 per ed. Belacqva.
- Un dulce olor a muerte (1994), ed. NAVONA_INELUDIBLES, Enero 2019.
- El búfalo de la noche (1999), ed. Norma Editorial i reeditat en 2006 per ed. Belacqva.
- Retorno 201 (2006), contes escrits fa més de 20 anys, ed. Páginas de Espuma.[1]
- El salvaje (2016), ed. Alfaguara.
- Salvar el fuego (2020), Ed. Alfaguara.

## Filmografia

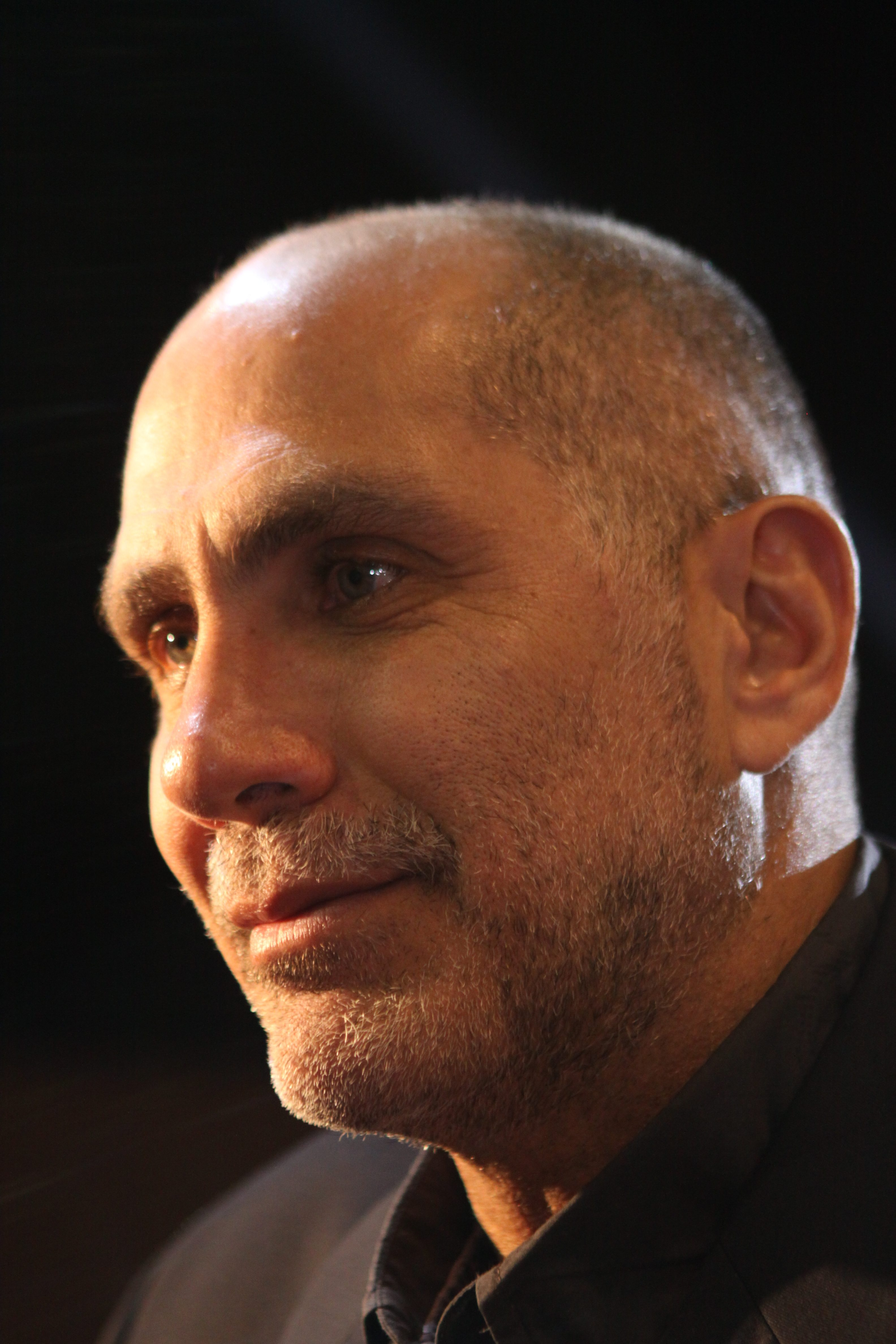
Arriaga al Festival de Guadalajara 2009.

### Curtmetratges
- Campeones sin límite (1997), documental curt, guió i direcció
- Rogelio, cortometraje ficción (2000), guió i direcció
- The Hire: Powder Keg (2001), guió
- La hora cero (2008), guió[5]
- El pozo (2010), guió
- Broken Night (2013)

### Llargmetratges
Guionista
- Trilogia Arriaga-Iñárritu:
  - Amores perros (2000), dirigida per Alejandro González Iñárritu
  - 21 grams (2004), dirigida per Alejandro González Iñárritu
  - Babel (2006), dirigida per Alejandro González Iñárritu
- The Three Burials of Melquiades Estrada (2005), dirigida per Tommy Lee Jones
- El búfalo de la noche (2007), dirigida per Jorge Hernández Aldana

Director i guionista
- Lluny de la terra cremada (2008).

Adaptacions de les seves obres
- Un dulce olor a muerte (1999, basat en la seva novel·la homònima de 1994), dirigida per Gabriel Retes.

## Premis i distincions
Festival Internacional de Cinema de Canes
| Any  | Categoria             | Pel·lícula                              | Resultat  |
| ---- | --------------------- | --------------------------------------- | --------- |
| 2005 | Premio al millor guió | The Three Burials of Melquiades Estrada | Guanyador |

- Premi Mazatlán de Literatura 2017 per El salvaje[7]
- Premi Alfaguara de Novel·la 2020 per Salvar el fuego[8]

## Vida familiar
La seva germana, Patricia Arriaga, fou executiva d'Once TV i és directora de cinema, creadora de la sèrie de televisió Malinche, sobre la intèrpret d'Hernán Cortés, i de la sèrie de televisió Juana Inés, sobre l'escriptora novohispana.